# Laura Montoya Upegui
Laura Montoya Upegui   (Jericó, 26 de maig de 1875 - Medellín, 21 d'octubre de 1949), més coneguda com a Mare Laura, va ser una educadora i missionera catòlica fundadora de la Congregació de les Missioneres de María Inmaculada i de Santa Catalina de Siena.
El 2004 va ser declarada beata de l'Església catòlica havent-se conegut un miracle obrat per intercessió seva. Al desembre de 2012 es va donar a conèixer el veredicte per part del grup d'avaluació del procés de la seva canonització, segons el qual, un segon miracle va ser obrat per intercessió seva, amb el que es van completar els requeriments per a la seva declaració com a santa, la qual cosa la va convertir en la primera santa de nacionalitat colombiana. El papa Francesc va inscriure el seu nom al llibre dels sants mitjançant la fórmula canònica en solemne concelebració eucarística a la plaça de Sant Pere, el 12 de maig de 2013.

## Biografia
Laura Montoya, "La Mare Laura" va néixer en Jericó, (Antioquia), Colòmbia, el 26 de maig de 1874. Va ser batejada el mateix dia del seu naixement amb el nom de María Laura de Jesús. Filla de Juan de la Cruz Montoya i María Dolores Upegui, va tenir dos germans: Carmelina, que era major i Juan de la Creu, el seu germà menor i la seva cosina Luisa Upegui. El seu pare, que era metge i comerciant, va morir assassinat quan ella tenia dos anys.
Aquest fet, va ocasionar una difícil situació econòmica en la seva família. La seva mare es va veure obligada a fer de mestra de religió. Per aquest motiu, quan la Laura era encara una nena, va haver de viure primer en la finca del seu avi Lucio Upegui a Amalfi i posteriorment va viatjar amb la seva mare i germans al municipi de Donmatías, on van viure un temps.

### Educació
A causa de la precària situació econòmica de la seva mare, la Laura va ser deixada en una llar d'orfes de Robledo (actualment la comuna 7 de la ciutat de Medellín) que era dirigit per la seva tia María de Jesús Upegui, religiosa fundadora de la Comunitat de Serves del Santíssim i de la Caritat. Sense haver rebut instrucció prèvia, la seva tia la va inscriure als 11 anys com a externa del Col·legi de l'Esperit Sant, una institució educativa freqüentada per nenes de classe alta de la ciutat. No obstant això, a causa de les adversitats que va viure a la llar d'orfes, sense diners per comprar llibres mentre estudiava en un col·legi de classe alta, es va sentir marginada i a finals del primer any va marxar de la institució.
A l'any següent va marxar a viure a una finca de Sant Cristóbal amb la seva tia malalta. Mentre estava allí es va lliurar a les lectures espirituals que van despertar el desig de fer-se religiosa carmelita. El 1887 va tornar breument a Medellín, al costat de la seva mare i poc després el seu avi va emmalaltir, per la qual cosa es va retirar novament a la finca d'Amalfi a cuidar d'ell fins a la seva mort.
La mort del seu avi va empitjorar la situació financera de la família. Quan la Laura tenia 16 anys, la família va decidir que ella havia de fer-se mestra per ajudar econòmicament a la seva mare i germans. D'aquesta manera, es va presentar a l'Escola Normal de Institutoras de Medellín i va obtenir una beca del govern. Per pagar-se l'inici dels estudis, la seva tia María de Jesús Upegui li va donar allotjament, oferint-li a canvi de dirigir el manicomi. Poc després es va presentar una vacant a l'internat i va passar a viure a la mateixa Escola, obtenint excel·lents resultats en els seus estudis. El 1893 es va graduar com a mestra elemental de l'Escola Normal.

### Experiència docent

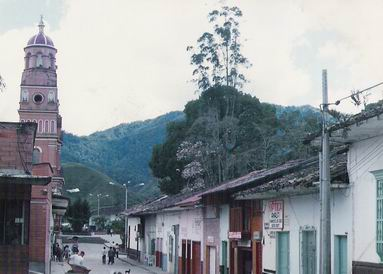
Panoràmica d'Amalfi, municipi on la Laura va viure part de la seva infantesa i va iniciar la seva carrera com a mestra.

Es va dedicar a formar joves dins de la fe cristiana i catòlica en diferents escoles públiques del departament d'Antioquia. La seva primera experiència docent va ser a Amalfi, on va ser nomenada directora de la Secció Superior de l'Escola municipal, segons el decret 234 de gener de 1894. Hi va procurar impartir els seus ensenyaments seguint una orientació religiosa que no era del grat de totes les autoritats del municipi.
Finalment, alguns opositors a la formació religiosa van interposar una queixa davant la governació del departament, a la qual la governació va donar resposta en favor de Laura, recolzada pel secretari d'Instrucció Pública Pedro A. Restrepo, que la coneixia molt bé des del seu pas per la Normal de Medellín. La guerra civil de 1895 va obligar a tancar les escoles del departament, la qual cosa va forçar a Laura a mantenir només les classes preescolars a la seva pròpia casa.
L'agost de 1895 va ser nomenada mestra a l'Escola Superior Femenina de Fredonia. L'obertura d'un altre Col·legi de noies en Fredonia per part del capellà del poble va propiciar un repte per a Laura que no va arribar a afectar el seu bon acompliment a l'Escola Superior Femenina, ja que la gent del poble l'estimava. El 23 de febrer de 1897 va ser traslladada a Santo Domingo. Allí va decidir donar catolicisme als nens camperols. Mentre desenvolupava la seva carrera pedagògica, va conrear la mística profunda i l'oració contemplativa.
A causa de la seva experiència docent, la seva cosina Leonor Echavarría li va oferir col·laborar en la direcció del recentment inaugurat Col·legi de la Immaculada en Medellín. El col·legi va guanyar molt prestigi a la ciutat, on estudiaven filles de famílies d'ingressos alts. En morir la seva cosina Leonor el 10 de juny de 1901, el col·legi va quedar completament en mans de Laura. El novembre de 1905 l'escriptor Alfonso Castro va començar a publicar una novel·la anomenada "Filla Espiritual" a la revista "Lectura Amena", la intriga de la qual va desacreditar notablement al Col·legi de la Inmaculada i a la seva directora Laura, fins a tal punt que van tancar-lo per sempre.
Després del tancament del col·legi, la Laura va ser nomenada mestra de l'escola de la Cella on va estar un temps i el 1907 la població li va demanar fundar un col·legi a Marinilla. Estant allí va comprendre que la seva missió era evangelitzar a les comunitats indígenes de la regió.

### Missionera religiosa
Als 39 anys, la Laura va decidir traslladar-se a Dabeiba en companyia de 6 catequistes amb l'aprovació del bisbe de Santa Fe d'Antioquia, monsenyor Maximiliano Crespo Rivera, per treballar amb els indígenes Emberá Katíos. Des de llavors es va dedicar la resta de la seva vida a l'evangelització i les missions. El 14 de maig de 1914 va fundar la Congregació de Missioneres de María Inmaculada i Santa Catalina de Siena amb un grup de catequistes que l'acompanyaven a les missions. A partir de llavors es va dedicar a establir amb les germanes missioneres centres propers a les comunitats indígenes, la casa principal de les quals estava en Dabeiba. Va fer les constitucions de la Congregació i el 1917 les va presentar davant el bisbe Maximiliano Crespo Rivera. El 1919 va fundar a San José de Uré una missió per treballar amb les persones de raça negra de la regió.
Va practicar la literatura, va escriure més de 30 llibres amb les seves experiències místiques amb un estil comprensible i atractiu. La seva autobiografia es titula "Història de la Misericòrdia de Déu en una ànima". El 1939 el president Eduardo Santos la va condecorar amb la Creu de Boyacá. Va passar els seus últims 9 anys de vida en cadira de rodes. Va morir a Medellín el 21 d'octubre de 1949, després d'una llarga i penosa agonia. La congregació de missioneres comptava amb 90 cases al moment de la seva mort i estava conformada per 467 religioses que treballaven en tres països.

## Beatificació

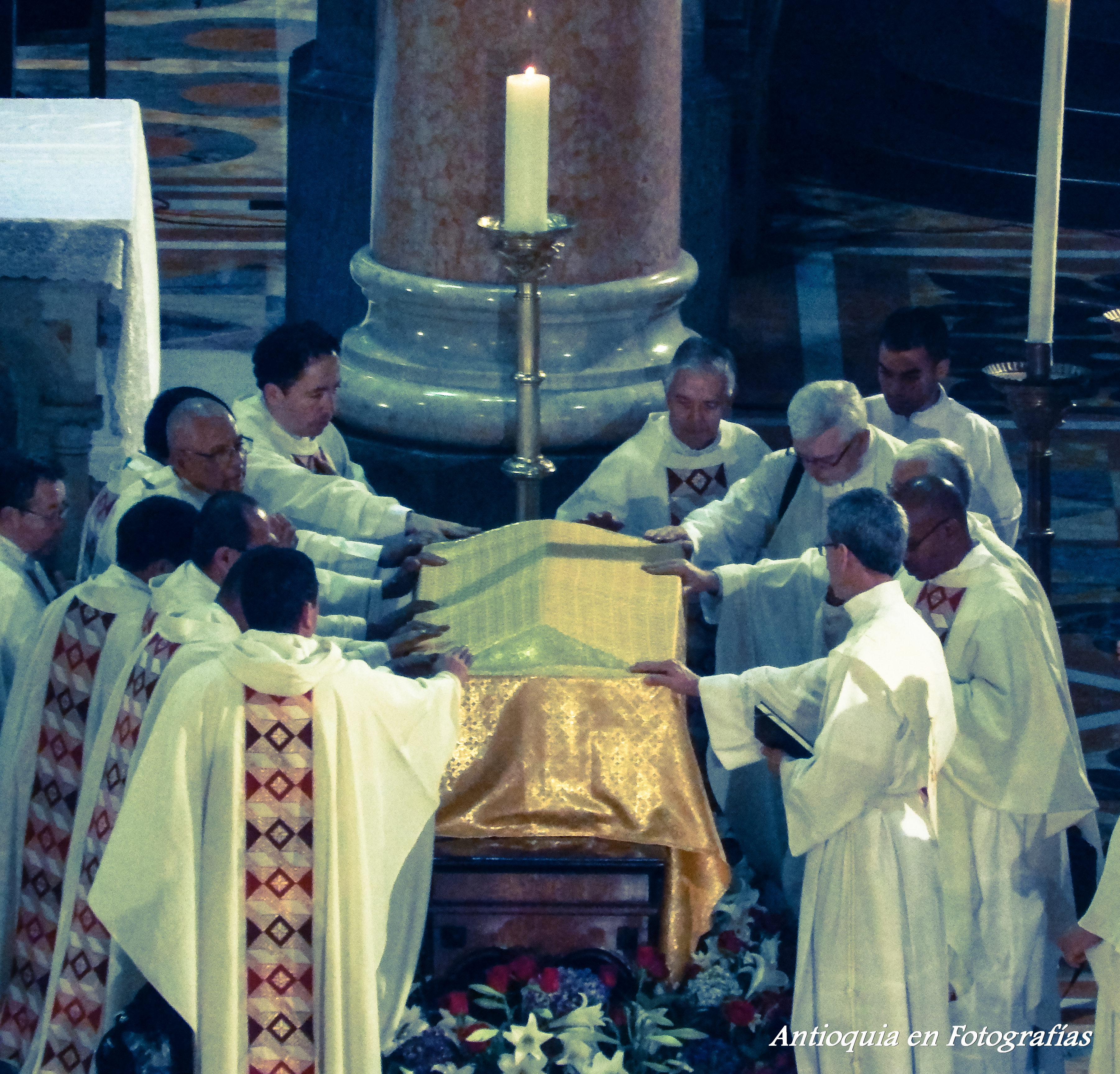
Restes mortals de la Mare Laura. Missa en acció de gràcies, Catedral Metropolitana de Medellín.

La causa per a la beatificació de la Mare Laura va ser introduïda el 4 de juliol de 1963 per la Arquebisbat de Medellín. L'11 de juliol de 1968 la congregació religiosa de missioneres fundada per ella va rebre l'aprovació pontifícia. Va ser declarada servent de Déu el 1973 pel papa Pau VI i posteriorment declarada venerable el 22 de gener de 1991 pel papa Joan Pau II. El propi Joan Pau II la va beatificar el 25 d'abril de 2004 en una cerimònia religiosa realitzada a la Plaça de Sant Pere al Vaticà en presència de 30.000 fidels. L'arquebisbe de Medellín Alberto Giraldo Jaramillo va erigir per mitjà del Decret 73 de 2004 el Santuari on reposen les relíquies de la Mare Laura. Posteriorment el Congrés de Colòmbia va aprovar la llei 959 del 27 de juny de 2005 per la qual se li ret homenatge a la beata Mare Laura i reconeixement a la seva obra evangelizadora. La seva festa se celebra el 21 d'octubre.

## Canonització

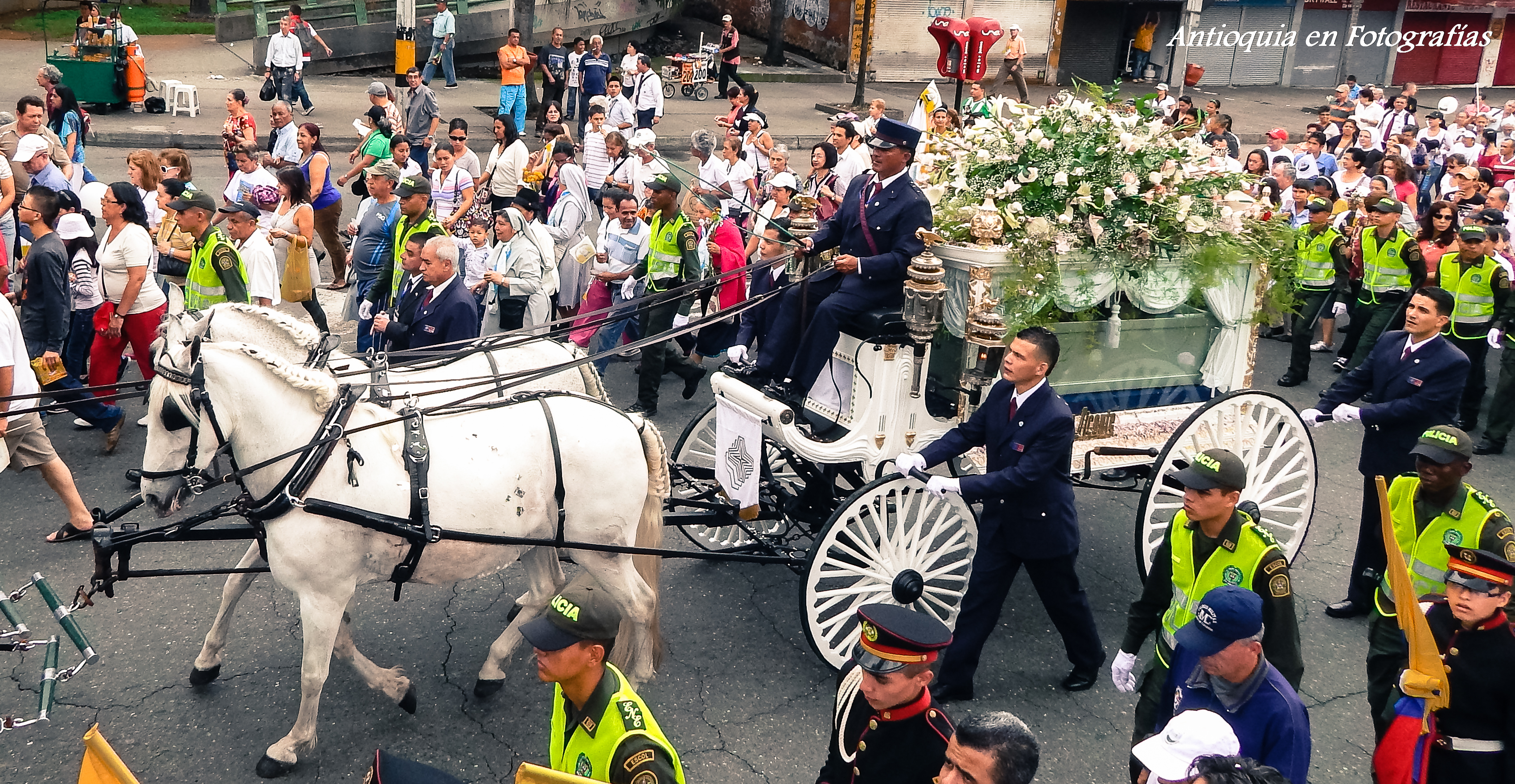
Carrossa de la Funerària Sant Vicent, transportant les restes mortals de Santa Laura cap a la Catedral Metropolitana de Medellín.

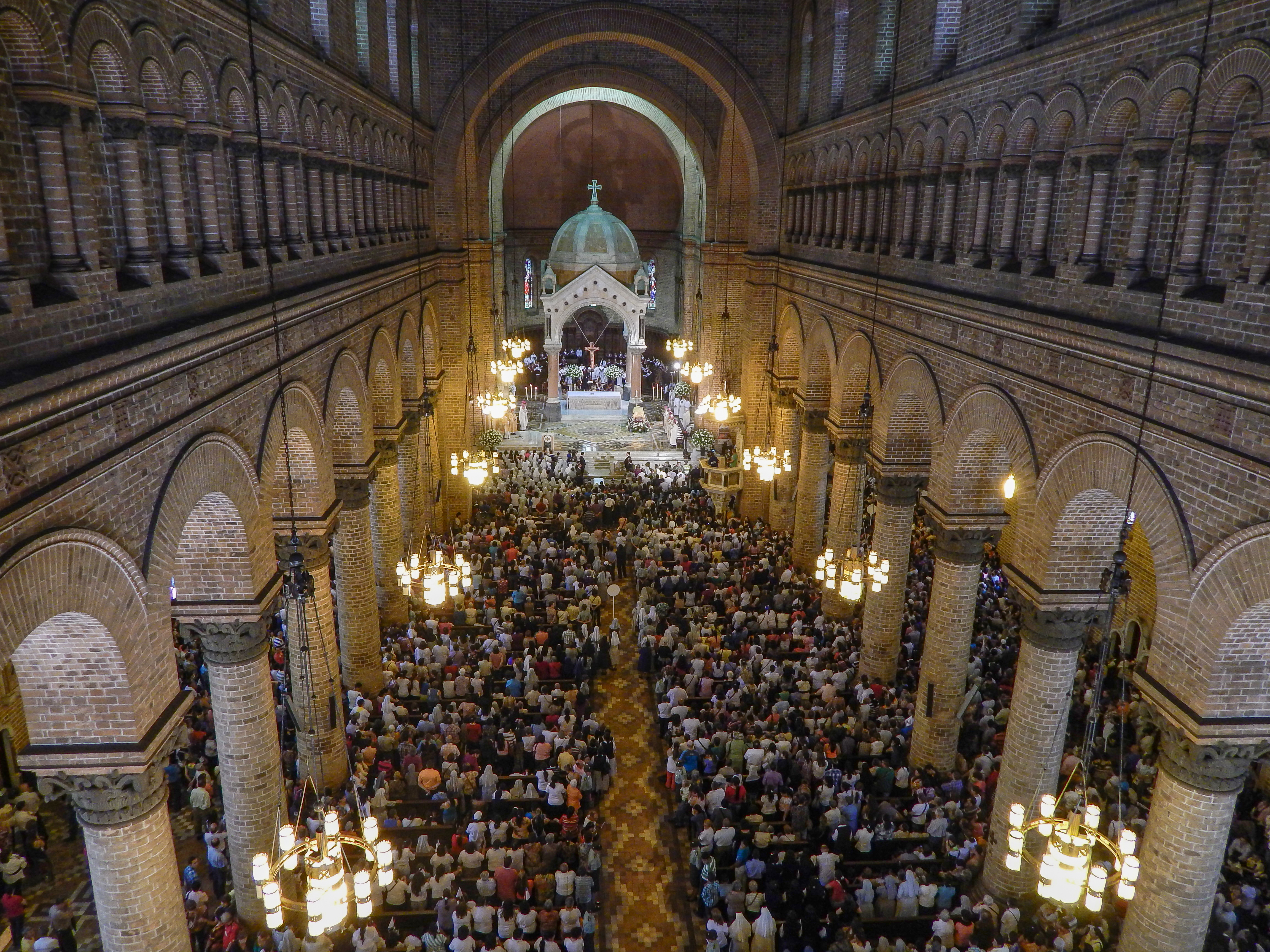
Missa acció de gràcies per la canonització de la Mare Laura. Catedral Metropolitana de Medellín.

El representant a la Càmera pel departament de Antioquia Carlos Alberto Zuluaga Díaz va presentar el projecte de llei 253 de 2013 per mitjà del qual se li rendeixen honors a Santa Laura Montoya. En el projecte es proposa consagrar-la com a Santa Patrona del Magisteri de Colòmbia, així com aixecar un mausoleu per a la peregrinació dels fidels en el Santuari on està la seva tomba. Addicionalment la senadora Olga Lucía Suárez Mira i el representant a la càmera Germán Alcídes Blanco Álvarez van presentar el projecte de llei 244 de 2013 per mitjà del qual es va declarar festiu a Colòmbia el dia 21 d'octubre, consagrat a Santa Laura Montoya. La iniciativa, ara coneguda com la Llei "Mare Laura" va ser aprovada en segon debat per la Plenària de la Cambra de Representants el 19 de juny de 2013.
L'agost de 2015 el canal Caragol Televisió va transmetre una sèrie biogràfica de 24 capítols titulada "Laura, la santa colombiana".